# Luân lan anđaman
Luân lan anđaman (danh pháp hai phần: Eulophia andamanensis) là loài phong lan đặc hữu của nhóm đảo Andaman và Nicobar (phía đông bờ biển Ấn Độ, giữa kinh độ và vĩ độ ).
Cây này hiện cũng phân bố ở Đông Nam Á, trong đó có Việt Nam.